# 焙烙焼き
焙烙焼き（ほうらくやき、ほうろくやき）は日本料理の1種。焙烙（素焼きの土器）に松葉、塩を敷いてから食材（魚介類や野菜）を乗せ、蓋をして蒸し焼きにする料理。炮烙蒸しとも。
法楽焼き、宝楽焼きといった当て字も用いられる。
水を使わずに蒸し上げるため、魚介の味が凝縮されて旨味が出る。
また、蒸し焼きにした料理以外にも焙烙を用いる料理名として使われることがあり、後述する。

## 鯛の宝楽焼き
鯛の宝楽焼き（たいのほうらくやき）は淡路島の伝統料理、名物料理。

## 法楽焼
法楽焼（ほうらくやき）は今治市の伝統料理。
来島海峡で獲れる魚介類を盛り付け、塩のみの味付けで蒸し焼きにする。
村上水軍が由来となっており「海賊料理」とも呼ばれる。

## 御蔵島のほうろく焼き
御蔵島のほうろく焼きは上述の料理とは異なり、土産菓子である。
明治初期に養蚕の研修のために日本本土へ行った御蔵島村の女性2人がお焼きの作り方を覚えて島に帰り、村に伝えたものが発祥とされる。焙烙でおやきの表面を焼くことから、ほうろく焼きと呼ばれるようになった。
有吉佐和子の小説『海暗』では「焙烙焼き」となっている。

## 三春町のほうろく焼
福島県三春町のほうろく焼きは上述の料理とは異なり、厚い油揚げにネギを詰めて焼いた料理である。焙烙で提供されることから、ほうろく焼き、または油揚ほうろく焼と呼ばれる。
三春藩の藩主であった秋田輝季が鷹狩りの際に食べた油揚げの逸話をもとに誕生したとされる。

## 伝法焼き
伝法焼き（でんぽうやき）は、「伝法」と呼ばれる小型の焙烙に魚の切り身と刻みネギを入れて蒸し焼きにした料理。
玉子ふわふわ、玉子貝焼（貝を煮て鶏卵を流し入れる料理）を経て考案され、茶碗蒸しへと発展していった料理である。